# Souvannarath
Souvannarath est un prince et homme politique laotien né le 8 juillet 1893 à Luang Prabang et mort le 23 juin 1960 à Vientiane. Il a été Premier Ministre du Laos entre 1947 et 1948.